# 值年河道溝渠大臣
值年河道溝渠大臣，即管理河道溝渠事務值年大臣，又稱簡稱值年河道大臣、值年河道溝渠事務大臣、管理溝渠河道事務大臣，為清朝工部下轄官署值年河道溝渠處的主管官職。掌管京師內城、五城以及鄰近地區、皇家園林所有河道、溝渠的排水、供水、修繕等水利事務，監督勘查蓋溝石條與鋪路工程。

## 編制
值年河道溝渠大臣共設置四人，任期一年，每年由工部奏請皇帝由工部尚書、工部侍郎當中欽派一人，奉宸苑、頤和園、步軍統領衙門堂官各一人以原官職兼充，不額外支薪。值年河道溝渠大臣下屬設有督理街道衙門御史，由都察院選派滿缺、漢缺各一人；並設司員二人，由工部司員、步軍統領衙門司員中各選一人。

## 職務沿革
乾隆十七年（1752年）奏准，京城內外河道溝渠事務照內廷地面派總管大臣值年之例，每年終於工部、奉宸苑、並欽派查看河道大臣內各派大臣一員、步軍統領翼尉內派一員，於春季開通溝渠時率領司員查看，務求溝渠都潔淨暢通；秋季降雨後前往稽查，若河道溝渠有應修繕者則報明直年大臣查看；「直年大臣一年期滿，由工部開列各該處大臣職名，奏請更替。如前任有辦理草率之處，接任大臣據實陳奏」。
三十二年（1767年）奏准京師外城修築溝渠竣工後仍由直年大臣責成原辦單位監督保固；每年春季開溝時，五城御史督率居民濬挖水溝，完成淘挖後奏請欽派管理河道溝渠大臣一二員查勘，若有虛應故事、致溝道淤塞、溝蓋石損壞者，即行參奏，其蓋溝石塊於查勘後才准許鋪設。
三十九年（1774年）工部議准，京師外城每年浚挖溝渠完成後不再請派大臣覆勘，改由五城街道官員陳報河道溝渠大臣派司員一人會同五城街道等官員勘查、掩蓋。
五十二年（1787年）奏准，附隨於溝渠的小平橋等工程交由直年大臣按例估計開支、分年辦理。並將土明溝應剷挖者交直年大臣一體按年修理。